# Mistrzostwa Rumunii w rugby union (1961)
Mistrzostwa Rumunii w rugby union 1961 – czterdzieste szóste mistrzostwa Rumunii w rugby union.
Tytuł mistrzowski zdobyła drużyna Steaua, na drugiej pozycji z tą samą liczbą punktów uplasowała się CFR Grivița Roșie.